# Carolina (Santa Maria)
Carolina (Pronunciación portuguesa: [karol'inA], ‘Carolina’) es un barrio del distrito de Sede, en el municipio de Santa Maria, en el estado brasileño de Río Grande del Sur. Está situado en el norte de Santa Maria.

## Villas
El barrio contiene las siguientes villas: Carolina, Vila Carolina and Vila Valdemar Rodrigues.
| Noroeste: Salgado Filho Divina Providência | Norte: Salgado Filho          | Nordeste: Nossa Senhora do Perpétuo Socorro                      |
| Oeste: Divina Providência                  |                               | Este: Nossa Senhora do Perpétuo Socorro Nossa Senhora do Rosário |
| Suroeste: Divina Providência               | Sur: Nossa Senhora do Rosário | Sureste: Nossa Senhora do Rosário                                |